# Skiplagging
 (signalé en août 2025).
Si vous disposez d'ouvrages ou d'articles de référence ou si vous connaissez des sites web de qualité traitant du thème abordé ici, merci de compléter l'article en donnant les références utiles à sa vérifiabilité et en les liant à la section « Notes et références ».
- Archive Wikiwix
- Bing
- Cairn
- DuckDuckGo
- E. Universalis
- Gallica
- Google
- G. Books
- G. News
- G. Scholar
- Persée
- Qwant
- (zh) Baidu
- (ru) Yandex
- (wd) trouver des œuvres sur Wikidata

 (janvier 2024).
Le skiplagging est une technique consistant à réserver un billet d'avion avec correspondance puis de s'arrêter à la correspondance sans prendre l'avion pour la destination finale. Cette technique permet d'économiser de l'argent au détriment de la compagnie aérienne. La sanction encourue par le voyageur va de la suppression de son compte de fidélité à une interdiction de voyager dans la compagnie.